# Lycaena aurata
Lycaena aurata är en fjärilsart som beskrevs av Hirschke 1910. Lycaena aurata ingår i släktet Lycaena och familjen juvelvingar. Inga underarter finns listade i Catalogue of Life.